# Eleccions legislatives luxemburgueses de 1937
El 6 de juny de 1937 es van celebrar unes eleccions generals parcials a Luxemburg, on es van elegir 26 dels 55 escons de la Cambra de Diputats al centre i al nord del país. El Partit de la Dreta va aconseguir 13 dels 26 escons i es va mantenir com el partit més representat, amb 25 dels 55 diputats totals.

## Resultats
| Partit                                                     | Vots    | %[a] | Escons   | Escons    | Escons |
| Partit                                                     | Vots    | %[a] | Diputats | Nou total | +/–    |
| ---------------------------------------------------------- | ------- | ---- | -------- | --------- | ------ |
| Partit de la Dreta                                         | 408,773 | 45.6 | 13       | 25        | 0      |
| Partit dels Treballadors de Luxemburg                      | 238,665 | 24.7 | 7        | 18        | +4     |
| Llista Democràtica                                         | 102,013 | 9.8  | 2        | 2         | Nou    |
| Partit Radical Liberal                                     | 99,029  | 9.5  | 2        | 5         | –2     |
| Llista Lliure dels Grangers, Classe Mitjana i Treballadors | 32,265  | 4.2  | 1        | 1         | Nou    |
| Partit Liberal                                             | 27,621  | 3.6  | 1        | 1         | 0      |
| Partit dels Grangers i la Classe Mitjana                   | 19,634  | 2.6  | 0        | 0         | –2     |
| Partit Independent de l'Est                                | –       | –    | –        | 3         | 0      |
| Nuls/vots en blanc                                         | 4,419   | –    | –        | –         | –      |
| Total                                                      | 78,220  | 100  | 26       | 55        | +1     |
| Vots registrats                                            |         |      | –        | –         | –      |
| Font: Nohlen & Stöver                                      |         |      |          |           |        |

a  El percentatge dels vots no està relacionat amb el nombre total de la taula, ja que els votants podien realitzar més vots en algunes circumscripcions que en d'altres i, per tant, està calculat segons la proporció de vots rebuts en cada circumscripció.